# Sainte-Marie-de-Vaux
Sainte-Marie-de-Vaux – miejscowość i gmina we Francji, w regionie Nowa Akwitania, w departamencie Haute-Vienne.
Według danych na rok 1990 gminę zamieszkiwało 118 osób, a gęstość zaludnienia wynosiła 21 osób/km² (wśród 747 gmin Limousin Sainte-Marie-de-Vaux plasuje się na 496. miejscu pod względem liczby ludności, natomiast pod względem powierzchni na miejscu 640.).

## Populacja

Populacja Sainte-Marie-de-Vaux w latach 1962–2008